# Dunkirk (Kent)
Dunkirk es una parroquia civil y un pueblo del distrito de Swale, en el condado de Kent (Inglaterra).

## Geografía
Según la Oficina Nacional de Estadística británica, Dunkirk tiene una superficie de 13,37 km².

## Demografía
Según el censo de 2001, Dunkirk tenía 1119 habitantes (47,81% varones, 52,19% mujeres) y una densidad de población de 83,69 hab/km². El 19,75% eran menores de 16 años, el 73,55% tenían entre 16 y 74 y el 6,7% eran mayores de 74. La media de edad era de 40,38 años. Del total de habitantes con 16 o más años, el 22,72% estaban solteros, el 62,36% casados y el 14,92% divorciados o viudos.
El 96,6% de los habitantes eran originarios del Reino Unido. El resto de países europeos englobaban al 1,25% de la población, mientras que el 2,15% había nacido en cualquier otro lugar. Según su grupo étnico, el 98,93% eran blancos, el 0,8% mestizos y el 0,27% asiáticos. El cristianismo era profesado por el 81,09%, el budismo por el 0,27% y el islam por el 0,27%. El 12,67% no eran religiosos y el 5,71% no marcaron ninguna opción en el censo.
568 habitantes eran económicamente activos, 556 de ellos (97,89%) empleados y 12 (2,11%) desempleados. Había 456 hogares con residentes, 19 vacíos y 3 eran alojamientos vacacionales o segundas residencias.